# Eugnosta amharana
Eugnosta amharana es una especie de polilla de la tribu Cochylini, familia Tortricidae.
Fue descrita científicamente por Razowski & Trematerra en 2019.

## Distribución
Se encuentra en Etiopía.